# Krascheninnikovia ewersmanniana
Krascheninnikovia ewersmanniana är en amarantväxtart som först beskrevs av Stschegl. och A.S.Losina- Losinskaja, och fick sitt nu gällande namn av Valery Ivanovich Grubov. Krascheninnikovia ewersmanniana ingår i släktet Krascheninnikovia och familjen amarantväxter. Inga underarter finns listade i Catalogue of Life.